# Karolina Sałdecka
Karolina Sałdecka, również jako Karolina Sałdecka-Kielak (ur. 1983) – polska poetka i pisarka.
7 czerwca 2011 obroniła doktorat nauk humanistycznych na Uniwersytecie Mikołaja Kopernika na podstawie pracy Wizerunek kobiety w polskich powieściach doby realizmu socjalistycznego Laureatka I nagrody VII Ogólnopolskiego Konkursu Poetyckiego im. Rainera Marii Rilkego 2009. Nominowana do Orfeusza – Nagrody Poetyckiej im. K.I. Gałczyńskiego 2017 za tomik Psi blues. Publikowała m.in. w Arteriach, Blizie, Toposie, Twórczości. W 2016 otrzymała stypendium Marszałka Województwa Kujawsko-Pomorskiego w dziedzinie literatury.

## Książki
poezja:
- Na własne oczy (Towarzystwo Przyjaciół Sopotu, Sopot 2011) - w serii Biblioteka Toposu, t. 58
- Psi blues (K.I.T. Stowarzyszenie Żywych Poetów, Brzeg 2016)

proza:
- Psycho killer (Bydgoska Fundacja Wolnej Myśli, Bydgoszcz 2016)

monografie:
- „Żyjemy jeszcze na rusztowaniach...”: wizerunek kobiety w polskich powieściach doby realizmu socrealistycznego (Dom Wydawniczy Duet, Toruń - Łysomice 2013)